# Falcon Air
Falcon Air era uma companhia aérea de carga e passageiros com sede em Malmo, Suécia. Operava serviços de transporte de correio em voos noturnos contratados pela FlyMe. Sua base principal era o Aeroporto de Malmo.

## História
A companhia aérea iniciou as operações de carga aérea em outubro de 1986. Foi adquirida pela Postbolagen em duas fases em 1987 e 1988. A companhia aérea encerrou suas operações em 2006.

## Frota
A frota da Falcon Air consistia nas seguintes aeronaves (Agosto de 2006):
| Aeronaves        | Total | Notas |
| ---------------- | ----- | ----- |
| Boeing 737-300QC | 3     |       |
| Total            | 3     |       |